# Villemur-sur-Tarn
Villemur-sur-Tarn è un comune francese di 5 579 abitanti situato nel dipartimento dell'Alta Garonna nella regione dell'Occitania.

## Galleria d'immagini

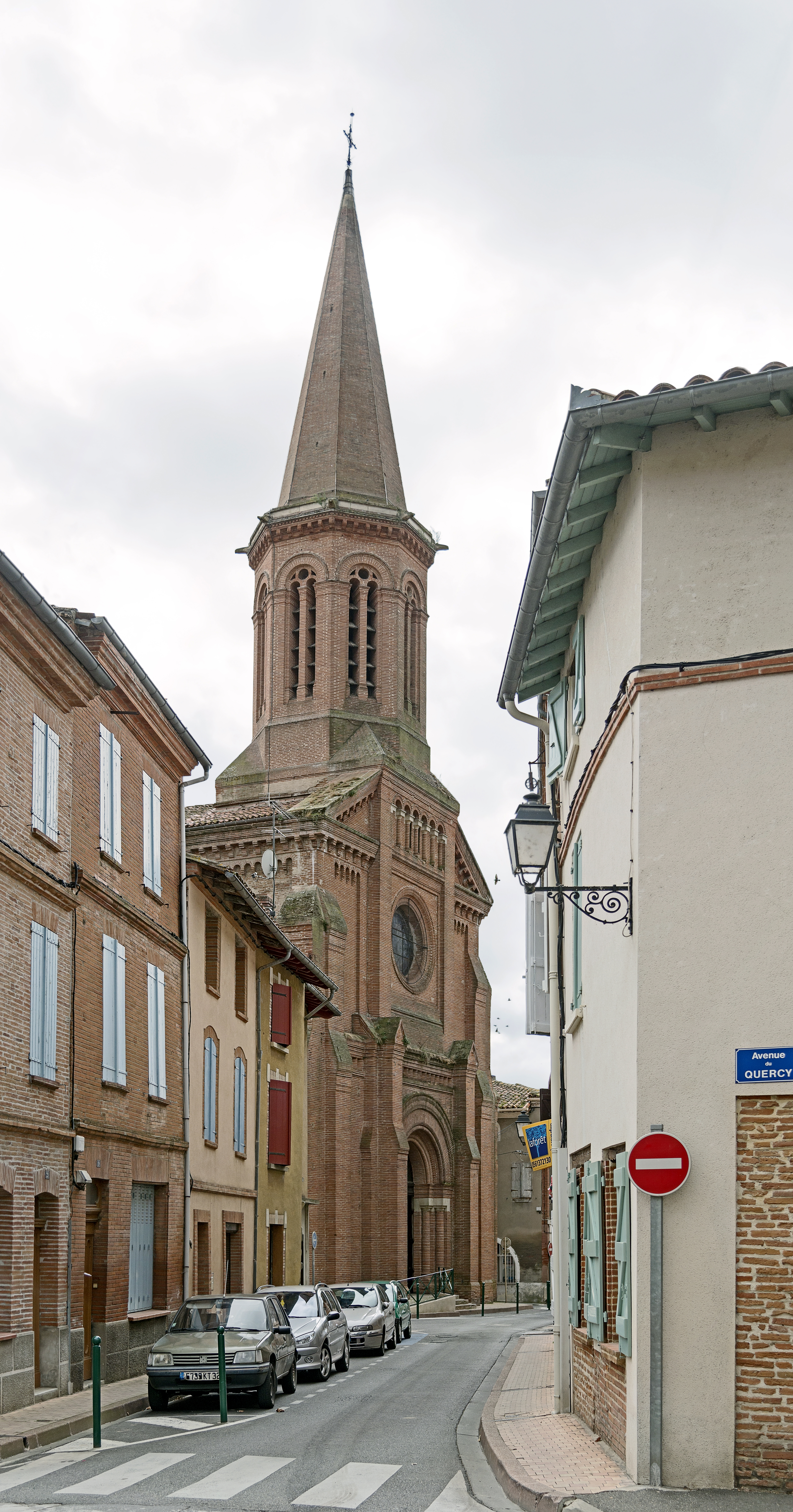
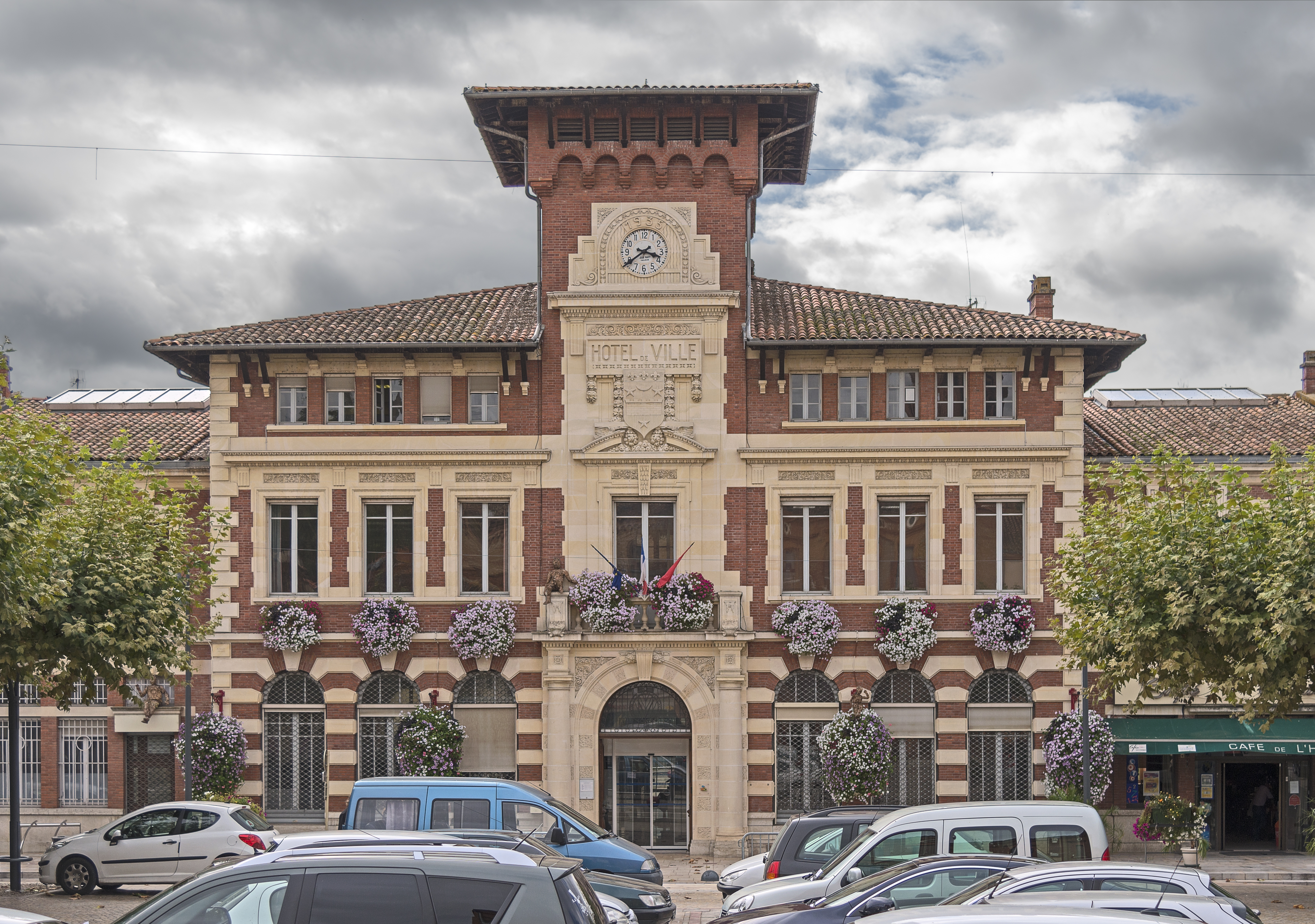
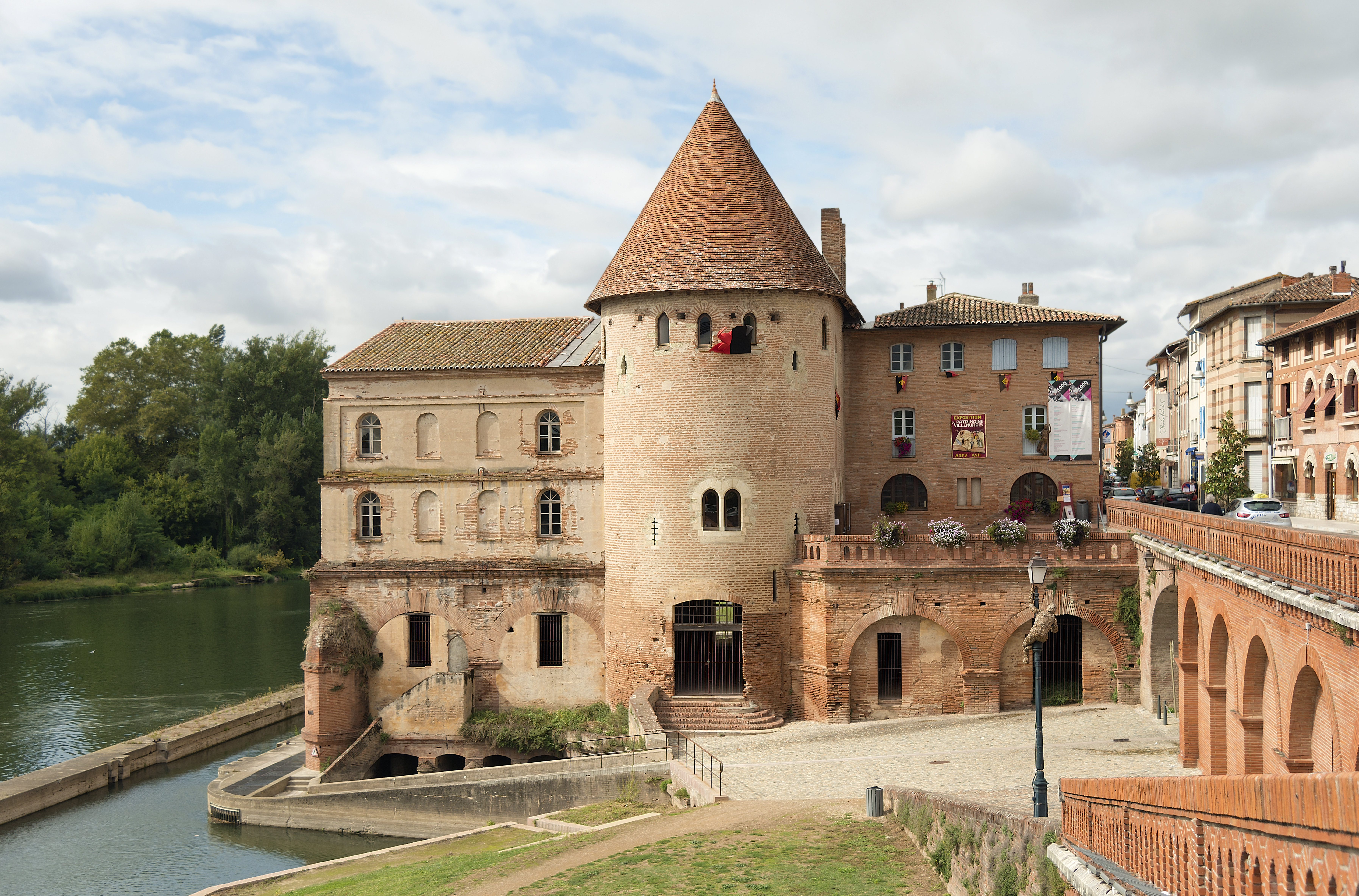

## Società

### Evoluzione demografica
Abitanti censiti

### Gemellaggi
- Fara in Sabina